# Polígono construtível

Construction of a regular pentagon

Um polígono construtível é um polígono regular que pode ser construído com régua e compasso.

## Teorema de Gauss–Wantzel
O teorema de Gauss–Wantzel afirma que um polígono regular de {\displaystyle n} lados é construtível com régua e compasso, se, e somente se, {\displaystyle n} pode ser escrito como uma potência de 2 ou como o produto de uma potência de 2 por primos de Fermat distintos. Isto é, se puder ser escrito de uma das duas formas:
{\displaystyle n=2^{k}}, {\displaystyle k\in \mathbb {N} },
ou
{\displaystyle n=2^{k}.\prod _{n}^{}F_{n}}, em que {\displaystyle k\in \mathbb {N} } e {\displaystyle F_{n}} são os primos de Fermat, ou seja, são números primos da forma {\displaystyle F_{n}=2^{2^{n}}+1}, {\displaystyle n\in \mathbb {N} }; tal que {\displaystyle F_{a}\neq F_{b}}, para quaisquer {\displaystyle a} e {\displaystyle b}.

## Primeiros polígonos construtíveis

Número de lados de polígonos construtíveis conhecidos com até 1.000 lados (negrito) ou contagem de lados ímpares (vermelho).

Pelo teorema provado por Gauss e Wantzel, os primeiros polígonos construtíveis resultam ter o seguinte número {\displaystyle n} de lados:
n = 3, 4, 5, 6, 8, 10, 12, 15, 16, 17, 20, 24, 30, 32, 34, 40, 48, 51, 60, 64, 68, 80, 85, 96, 102, 120, 128, 136, 160, 170, 192, 204, 240, 255, 256, 257, 272, 320, 340, 384, 408, 480, 510, 512, 514, 544, 640, 680, 768, 771, 816, 960, 1020, 1024, 1028, 1088, 1280, 1285, 1360, 1536, 1542, 1632, 1920, 2040, 2048, ... (sequência A003401 na OEIS),

## Galeria
Da esquerda para a direita, construções de  15-gono,  17-gono, 257-gono e 65537-gono. Apenas o primeiro estágio da construção do 65537-gonl é mostrado; as construções do 15-gonl, 17-gonl e 257-gonl são dadas completas.